# Kemijärvi
Kemijärvi (Kemiträsk in svedese) è una città finlandese di 6996 abitanti, situata nella regione della Lapponia. È la città più settentrionale della Finlandia. La città è composta da otto quartieri, tra i quali i principali sono Keskusta (centro), Särkikangas, Pöyliövaara, Sipovaara e Kallaanvaara, e vari villaggi, come Isokylä e Tohmo, sparsi lungo le sponde del lago Kemijärvi.

## Infrastrutture e trasporti
La città è servita da una stazione ferroviaria, che funge da capolinea per treni notturni provenienti e diretti verso la capitale del Paese, Helsinki. La stazione è anche capolinea per il trasporto su gomma per Salla, Pelkosenniemi e Kuusamo. La municipalità è attraversata dalla Kantatie 82, che collega Rovaniemi con Salla, nei pressi del confine con la Russia. I vari quartieri e villaggi che comprendono la municipalità sono collegati da alcune linee di autobus.

## Economia

### Servizi
A Kemijärvi sono presenti un piccolo centro ospedaliero e un liceo.